# Schichtmeister
Der Schichtmeister war ein Bergbeamter, der auf einem Bergwerk die Aufsicht über alle in Schichten arbeitenden Arbeitnehmer hatte. Außerdem versah er die Funktion des Rechnungsführers des Bergwerks. Der Schichtmeister wurde vom Grubenvorstand des jeweiligen Bergwerks angestellt. Seine oberste Pflicht war es, auf den Nutzen seines ihm anvertrauten Bergwerks und der Gewerkschaft zu achten.

## Aufgaben
Der Schichtmeister war verantwortlich für die Förderung und den Verkauf der Produkte (Erz, Kohle). Zugleich führte er die Kasse und war zuständig für das Rechnungswesen. Er war zuständig für den Einkauf von Materialien und der Gezähe. Er war auch zuständig für die Löhnung der Arbeiter. In dieser Funktion musste er jeden Samstag im Beisein des Steigers den Arbeitern ihren Lohn auszahlen. Von diesem Lohn musste er den so genannten Büchsenpfennig abziehen und verwahren. Der Büchsenpfennig war bestimmt für die Knappschaftskasse und musste an den ältesten Bergmann der Knappschaft ausgezahlt werden. Zu den Aufgaben des Schichtmeisters gehörte auch die 14-tägliche Befahrung der untertägigen Anlagen der ihm anvertrauten Zechen, festgestellte Mängel musste er dem Bergrichter und den Gewerken melden. Damit es zu keinen Unregelmäßigkeiten bei der Verhüttung kam, war es auch seine Aufgabe, das Schmelzregister bei den Hütten zu kontrollieren. Später gehörte zu seinen Aufgaben auch die Abrechnung zwischen Hauptgrubenkasse und Rentenkasse. Er erstellte die Grubenkalkulationen, den Finanzbericht und die Etattabellen. In seiner Funktion war der Schichtmeister der erste Betriebsoffiziant auf dem jeweiligen Bergwerk. Er war verpflichtet, zusammen mit dem zuständigen Steiger die Betriebspläne zu erarbeiten und die erforderlichen Maßnahmen zu treffen. In einigen Bergrevieren wollten die Gewerken keine Schichtmeister, die reine Bergleute von der Feder waren. Auf kleinen Bergwerken im Ruhrrevier war es auch üblich, dass der Schichtmeister zugleich Haspelführer und Kerbstockführer war. Im Schemnitzer Bergrevier waren die Schichtmeister eigentlich Berggeschworene, die täglich anfuhren und den Grubenbetrieb leiteten.

## Persönliche Voraussetzungen
Grundvoraussetzung für das Amt des Schichtmeisters war, dass er schreiben und lesen konnte. So war es gesetzlich verboten, einen Mann als Schichtmeister einzustellen, der dies nicht konnte. Zusätzlich musste er auch Kenntnisse von allen Dingen der Berggerichtsbarkeit haben. Im sächsischen Bergbau war es ab dem Jahr 1834 vorgeschrieben, dass nur Schichtmeister angelegt werden durften, die eine Ausbildung an der Bergakademie durchlaufen hatten. Außerdem  musste er körperlich und gesundheitlich in der Lage sein, das Bergwerk auch Untertage zu befahren. Der Schichtmeister musste auch Kenntnisse der Erzschmelze haben, denn er musste auch den Hüttenschreiber kontrollieren und das Schmelzregister überprüfen.

## Formalitäten
Grundsätzlich oblag das Recht, jemanden zum Schichtmeister zu berufen, bei den Gewerken. Die Einstellung des Schichtmeisters bedurfte jedoch der ausdrücklichen Genehmigung durch die Bergbehörde. Auch wurde der Schichtmeister durch den Bergmeister in sein Amt eingesetzt und durch das Berggericht wurde der Lohn des Schichtmeisters festgesetzt. Der Lohn des Schichtmeisters war gesetzlich geregelt und davon abhängig, wie viele Arbeiter die Zeche hatte, die er beaufsichtigte. Die Bestellung eines Schichtmeisters ohne Vereidigung durch den Bergmeister hatte keine Gültigkeit und war sogar unter Strafe verboten. Auch die Abberufung des Schichtmeisters bedurfte der Zustimmung durch den Bergmeister. Der Bergmeister hatte sogar die Vollmacht, einen Schichtmeister jederzeit, auch ohne Wissen der Gewerken, seines Amtes zu entheben.

## Einschränkungen
Damit gewährleistet war, dass der Schichtmeister auch die Hutleute und Steiger ordnungsgemäß kontrollierte, durften Schichtmeister und Steiger weder Brüder noch Vettern sein. Es war dem Schichtmeister unter Strafe verboten, Arbeiter in Kost und Logis zu halten oder mit ihnen in der Gaststätte gemeinsam zu feiern bzw. ihnen alkoholische Getränke zu spendieren, weder auf dem Zechengelände noch in einer Gastwirtschaft. Es war ihm verboten, einen Bergmann für seine privaten Dienste einzusetzen. Es war dem Schichtmeister strengstens und bei Strafe verboten, Zecheneigentum ohne Zustimmung des Bergmeisters an andere Zechen zu verleihen. Auch war es dem Schichtmeister nicht erlaubt, über mehr als sechs Zechen die Aufsicht zu führen. Von diesen sechs Zechen durften jedoch nur zwei Zechen fündig sein, das heißt, in Betrieb sein. Wurde eine der vier weiteren Zechen nachträglich fündig, so durfte er diese auch, bis zur endgültigen Entscheidung durch das Berggericht, weiterhin beaufsichtigen. Zusätzlich durfte er noch zwei so genannte Rezess-Zechen beaufsichtigen, also Zechen, aus deren Ertrag aufgelaufene Rezessgelder beglichen wurden.

## Kontrolle des Schichtmeisters
Der Schichtmeister musste jedes Quatember einen Rechenschaftsbericht ablegen. Kontrolliert wurde die Quatemberabrechnung vom Berggericht und von den Gewerken. Dabei achteten die Kontrollinstanzen genau darauf, dass keine Unregelmäßigkeiten in den Abrechnungen waren. Der Rechenschaftsbericht musste so verfasst sein, dass er eindeutig und für jedermann verständlich war. Es mussten die Einnahmen und Ausgaben detailliert aufgeführt werden. Wurde dem Schichtmeister Betrug oder gar Diebstahl nachgewiesen, konnte er streng bestraft werden. Die vom Schichtmeister erstellten Bergbaurechnungen wurden vom Rezessschreiber kontrolliert. Die sonstigen Aufgaben, wie z. B. das Befahren der anvertrauten Zechen, wurden durch den Bergmeister oder den Bergvogt kontrolliert. Hatte ein Schichtmeister die Zechen nicht in den vorgeschriebenen Abständen befahren, so wurde ihm sein Lohn gekürzt. Vernachlässigte er seine Aufgaben ein ganzes Quartal, so wurden ihm die Register entzogen und ein anderer Schichtmeister bestellt. Konnte er seine Aufgaben aus gesundheitlichen Gründen nicht wahrnehmen, so wurde ihm ein Helfer zur Seite gestellt, der die Befahrungen durchführte.